# André Reybaz
André Reybaz, né le 29 octobre 1922 à Paris 14e et mort le 7 avril 1989 au Pré-Saint-Gervais, est un acteur et metteur en scène de théâtre français.

## Biographie
Avec sa compagne Catherine Toth, ils fondent la Compagnie du Myrmidon qui reçoit le premier prix des Jeunes Compagnies en 1949 pour Fastes d'enfer de Michel de Ghelderode. Il dirige le Centre dramatique du Nord de 1960 à 1970, après quoi il fait un passage notable de cinq ans comme pensionnaire de la Comédie-Française.
Au cinéma, il a notamment joué dans Un chant d'amour, réalisé par Jean Genet. Son rôle le plus populaire reste le Comte de Saint Germain, l'adversaire diabolique de Claude Jade dans Le collectionneur de cerveaux de Michel Subiela. 

## Filmographie partielle

### Cinéma
- 1942 : Les Inconnus dans la maison de Henri Decoin
- 1943 : Au Bonheur des Dames d'André Cayatte
- 1943 : Le Val d'enfer de Maurice Tourneur
- 1944 : Cécile est morte  de Maurice Tourneur : Gérard Pardon
- 1949 : Du Guesclin de Bernard de Latour
- 1950 : La montagne est verte de Jean Lehérissey
- 1952 :  Nous sommes tous des assassins d'André Cayatte
- 1954 : Si Versailles m'était conté... de Sacha Guitry
- 1955 : Les Chiffonniers d'Emmaüs de Robert Darène
- 1959 : Les Yeux de l'amour de Denys de La Patellière
- 1971 : Mourir d'aimer d'André Cayatte
- 1972 : Les Camisards de René Allio
- 1973 : Il n'y a pas de fumée sans feu d'André Cayatte
- 1975 : Un chant d'amour de Jean Genet (réalisé en 1950)
- 1976 : Le Corps de mon ennemi de Henri Verneuil
- 1978 : La Raison d'État d'André Cayatte

### Télévision
- 1956 : En votre âme et conscience, épisode : La Mort de Monsieur de Marcellange de  Claude Barma
- 1957 : En votre âme et conscience, épisode : Le testament du duc de Bourbon de  Marcel Cravenne
- 1957 : En votre âme et conscience, épisode : L'Affaire Allard de  Jean-Paul Carrère
- 1959 : En votre âme et conscience :  L'Affaire Benoît de Claude Barma
- 1960 : Un beau dimanche de septembre de Marcel Cravenne : Linze
- 1960 : En votre âme et conscience :  La Chambre 32 de Claude Barma
- 1967 : Le Golem (du roman de Gustav Meyrink), téléfilm de Jean Kerchbron : Athanase Pernath
- 1970 : Adieu Mauzac, de Jean Kerchbron. Le téléfilm relate l’évasion du camp de Mauzac du 16 juillet 1942 ; André Reybaz joue le rôle de Jean Pierre-Bloch.
- 1973 : Pour Vermeer de Jacques Pierre
- 1973 : Molière pour rire et pour pleurer de Marcel Camus
- 1974 : Ondine de Jean Giraudoux, mise en scène Raymond Rouleau, Comédie-Française
- 1975 : Les Enquêtes du commissaire Maigret (série télévisée) épisode Maigret a peur de Jean Kerchbron
- 1975-1981 : Messieurs les jurés
  - 1975 - "L'Affaire Taillette" de Michel Genoux : le Président
  - 1975 - "L'Affaire Andouillé" de Michel Genoux : le Président des Assises
  - 1976 - "L'Affaire Cleurie" de Jacques Krier : le Président du Tribunal
  - 1977 - "L'Affaire Vilquier" de Jacques Krier
  - 1981 - "L'Affaire Bernay" de Jacques Krier : le Président
- 1976 : Le Collectionneur de cerveaux ou Les Robots pensants de Michel Subiela : Comte St-Germain
- 1978 : Histoire du chevalier Des Grieux et de Manon Lescaut de Jean Delannoy : Abbé Prévost

## Théâtre

### Comédien
- années 1960 enregistrement pour EMI de Pierre et le Loup.
- 1947 : Les Plaideurs de Racine, mise en scène André Reybaz, Centre dramatique de l'Est Colmar
- 1947 : Hop Signor ! et Le Ménage de Caroline de Michel de Ghelderode, mise en scène André Reybaz, Théâtre de l'Œuvre
- 1949 : Fastes d'enfer de Michel de Ghelderode, mise en scène André Reybaz, Théâtre de l'Atelier, Théâtre des Noctambules
- 1950 : L'Équarrissage pour tous de Boris Vian, mise en scène André Reybaz, Théâtre des Noctambules
- 1952 : Capitaine Bada de Jean Vauthier, mise en scène André Reybaz, Théâtre de Poche Montparnasse
- 1953 : Mademoiselle Jaïre de Michel de Ghelderode, mise en scène André Reybaz, Festival d'Arras
- 1953 : L'École des bouffons de Michel de Ghelderode, mise en scène André Reybaz, Théâtre de l'Atelier, Théâtre des Noctambules
- 1956 : L'Arbre de Jean Dutourd, mise en scène André Reybaz, Théâtre Marigny
- 1959 : La Mauvaise Semence de T. Mihalakeas et Paul Vandenberghe, mise en scène Alfred Pasquali, Théâtre des Arts
- 1961 : Le Mariage de Figaro de Beaumarchais, mise en scène André Reybaz, Centre dramatique du Nord Tourcoing
- 1963 : Le Mariage de Figaro de Beaumarchais, mise en scène André Reybaz, Festival du Marais Hôtel de Béthune-Sully
- 1964 : Jules César de William Shakespeare, mise en scène Raymond Hermantier, Festival de Lyon, Théâtre Sarah-Bernhardt
- 1967 : Et moi aussi j'existe de Georges Neveux, mise en scène Bernard Jenny, Théâtre du Vieux-Colombier
- 1967 : Le Roi Lear de William Shakespeare, mise en scène Georges Wilson, TNP Théâtre de Chaillot
- 1968 : Miguel Manara d'Oscar Venceslas de Lubicz-Milosz, mise en scène Jean-François Rémi, Théâtre du Midi
- 1970 : L'Infâme de Roger Planchon, mise en scène de l'auteur, Théâtre Montparnasse, tournée
- 1970 : Le Marchand de Venise de William Shakespeare, Centre Dramatique du Nord
- 1970 : Le Songe d'August Strindberg, mise en scène Raymond Rouleau, Comédie-Française
- 1971 : La Jalousie de Sacha Guitry, mise en scène Michel Etcheverry, Comédie-Française
- 1971 : Pollufission 2000 d'Éric Westphal, mise en scène André Reybaz, Comédie-Française au Petit Odéon
- 1971 : Ruy Blas de Victor Hugo, mise en scène Raymond Rouleau, Comédie-Française au Théâtre national de l'Odéon
- 1971 : Le Mariage de Figaro de Beaumarchais, mise en scène Jean Meyer, Comédie-Française
- 1971 : Becket ou l'Honneur de Dieu de Jean Anouilh, mise en scène Jean Anouilh et Roland Piétri, Comédie-Française
- 1971 : Amorphe d'Ottenburg de Jean-Claude Grumberg, mise en scène Jean-Paul Roussillon, Comédie-Française au Théâtre national de l'Odéon
- 1972 : Cyrano de Bergerac d'Edmond Rostand, mise en scène Jacques Charon, Comédie-Française
- 1972 : La Troupe du Roy Hommage à Molière : Tartuffe, Comédie-Française
- 1973 : C'est la guerre Monsieur Gruber de Jacques Sternberg, mise en scène Jean-Pierre Miquel, Comédie-Française au Théâtre national de l'Odéon
- 1973 : Dom Juan de Molière, mise en scène Antoine Bourseiller, Comédie-Française
- 1973 : L'Impromptu de Versailles de Molière, mise en scène Pierre Dux, Comédie-Française
- 1973 : Le Médecin malgré lui de Molière, mise en scène Jean-Paul Roussillon, Comédie-Française
- 1973 : L'École des femmes de Molière, mise en scène Jean-Paul Roussillon, Comédie-Française
- 1973 : Henri IV de Luigi Pirandello, mise en scène Raymond Rouleau, Comédie-Française au Théâtre national de l'Odéon
- 1974 : Henri IV de Luigi Pirandello, mise en scène Raymond Rouleau, Comédie-Française
- 1974 : Ondine de Jean Giraudoux, mise en scène Raymond Rouleau, Comédie-Française
- 1974 : La Nostalgie, Camarade de François Billetdoux, mise en scène Jean-Paul Roussillon, Comédie-Française au Théâtre de l'Odéon
- 1975 : L'Île de la raison de Marivaux, mise en scène Jean-Louis Thamin, Comédie-Française au Théâtre Marigny
- 1977 : L'Otage de Paul Claudel, mise en scène Guy Rétoré, Théâtre de l'Est parisien
- 1980 : Fin de partie de Samuel Beckett, mise en scène Guy Rétoré, Théâtre de l'Est parisien
- 1982 : Fin de partie de Samuel Beckett, mise en scène Guy Rétoré, Théâtre Renaud-Barrault
- 1982 : Voyage chez les morts d'Eugène Ionesco, mise en scène Roger Planchon, TNP Villeurbanne
- 1985 : Othello de William Shakespeare, mise en scène Jean-Paul Lucet, Théâtre des Célestins

### Metteur en scène
- 1946 : Woyzeck de Georg Büchner, Théâtre du Vieux-Colombier
- 1946 : La Foire de la Saint Barthélémy de Ben Jonson
- 1947 : La Peur des coups de Georges Courteline, Centre dramatique de l'Est Colmar
- 1947 : Un caprice d'Alfred de Musset, Centre dramatique de l'Est Colmar
- 1947 : Les Plaideurs de Racine, Centre dramatique de l'Est Colmar
- 1947 : Hop Signor ! et Le Ménage de Caroline de Michel de Ghelderode, Théâtre de l'Œuvre
- 1949 : Fastes d'enfer de Michel de Ghelderode, Théâtre de l'Atelier, Théâtre des Noctambules
- 1950 : L’Ampelour de Jacques Audiberti, Théâtre des Noctambules
- 1950 : L'Équarrissage pour tous de Boris Vian, Théâtre des Noctambules
- 1950 : Sa peau de Jacques Audiberti, Théâtre des Noctambules
- 1952 : Capitaine Bada de Jean Vauthier, Théâtre de Poche Montparnasse
- 1953 : L'École des bouffons de Michel de Ghelderode, Théâtre de l'Atelier, Théâtre des Noctambules
- 1953 : Mademoiselle Jaïre de Michel de Ghelderode, Festival d'Arras
- 1956 : L'Arbre de Jean Dutourd, Théâtre Marigny
- 1957 : Le Repoussoir de Rafaël Alberti, Théâtre de l'Alliance française
- 1961 : Le Mariage de Figaro de Beaumarchais, Centre dramatique du Nord Tourcoing
- 1961 : Boulevard Durand d'Armand Salacrou, Centre dramatique du Nord Tourcoing, Théâtre Sarah Bernhardt
- 1963 : Le Mariage de Figaro de Beaumarchais, Festival du Marais Hôtel de Béthune-Sully
- 1968 : Don Juan ou l'amour de la géométrie de Max Frisch, Nederlands Toneel Gent, Gand.
- 1971 : Pollufission 2000 d'Éric Westphal, Comédie-Française au Petit Odéon
- 1972 : Le Ouallou de Jacques Audiberti,  Comédie-Française